# Fatoumata Coulibaly (Fußballspielerin)
Fatoumata Tiégnon Coulibaly (* 13. Februar 1987 in Abidjan) ist eine ivorische Fußballspielerin.

## Karriere

### Verein
Coulibaly spielt seit 2004 gemeinsam mit ihrer Schwester Djelika Coulibaly in der höchsten ivorischen Frauenliga für den AS Juventus de Yopougon. Sie feierte in ihrer Senior-Karriere sieben Meisterschaften in der Ligue 1 und wurde achtmalig Coupe de la Fédération Sieger mit ihrem Team Juventus de Yopougon.

### Nationalmannschaft
Coulibaly gehört zum Kader der Ivorische Fußballnationalmannschaft der Frauen und nahm 2008 gemeinsam mit ihrer Schwester Djélika erstmals an der Coupe d’Afrique des nations féminine de football teil. Am 26. Oktober 2012 wurde sie das zweite Mal für einen Coupe d’Afrique des nations féminine de football nominiert.

## Privates
Fatou ist die jüngere Schwester von Djélika Coulibaly.